# جراحة القلب طفيفة التوغل
جراحة القلب طفيفة التوغل والمعروفة أيضًا باسم جراحة ترقيع الشرايين التاجية طفيفة التوغل أو تقنية ماكجين، هي جراحة قلبية تُجرى عبر إحداث عدة شقوق صغيرة في جدار الصدر عوضًا عن اللجوء لجراحة القلب المفتوح التقليدية التي تتطلب إجراء بضع ناصف للقص. تعتبر جراحة القلب طفيفة التوغل من جراحات القلب النابض متعددة الأوعية التي تجرى تحت الرؤية المباشرة من خلال بضع الصدر الأمامي الوحشي المصغر.
تتضمن مزايا جراحة القلب طفيفة التوغل ما يلي: تقليل احتمالية فقدان الدم والانزعاج بعد العمل الجراحي وخطر الإصابة بالعدوى مع زيادة سرعة الشفاء. إضافةً إلى ذلك، تقضي العملية على احتمال إنتان جرح القص أو عدم التحامه. يجعل هذا الإجراء جراحة القلب ممكنة لدى المرضى المصنفين تحت فئة الخطورة العالية للجراحة التقليدية بسبب العمر أو السيرة المرضية. يحول لهذا الإجراء المرضى الذين يعانون من الداء القلبي التاجي أو أمراض في الصمامات الأبهرية أو التاجية أو ثلاثية الشرف أو من خضعوا لعملية وضع شبكات قلبية غير ناجحة سابقًا.

## الإجراء
تجرى جراحة القلب طفيفة التوغل من خلال شق واحد بطول 5-7 سم في المساحة الوربية الرابعة. في بعض الحالات، قد يضطر الجراح إلى بضع الصدر في الورب الخامس لا الرابع. قد يستخدم الجراح مبعد للأنسجة الرخوة ليتمكن من الرؤية والوصول لموضع العمل الجراحي بشكل أفضل. يمكن إنجاز جراحة ترقيع الشرايين التاجية طفيفة التوغل دون التداخل على الأبهر (التقنية اللاأبهرية أو تقنية عدم التداخل على الأبهر- عدم الحاجة لمضخة). أظهرت الطريقة الأخيرة انخفاضًا في معدلات السكتة الدماغية والوفيات بعد الجراحة مقارنة بجراحة ترقيع الشرايين التاجية التقليدية.
سيحدث الجراح شقين آخرين في الورب السادس وعند الناتئ الرهابي  لتمرير الأدوات التي ستسمح بتعديل وضعية القلب وتثبيته.

## تقنية ماكجين (مفاغرة قريبة)
تجرى تقنية المفاغرة القريبة لماكجين بعد خفض ضغط الدم الانقباضي إلى 90-100 ملم زئبقي، وذلك بهدف تخفيف الضغط على الشريان الأبهري. في العملية، سيستخدم الجراح العديد من الأدوات لتعديل وضعية الأوعية وتثبيتها. تستخدم هذه التقنية عدة أجهزة لدعم الأنسجة المحيطة بالقلب ريثما تجرى العملية. يعرف هذا أيضًا باسم جراحة ترقيع الشرايين التاجية دون مضخة؛ فهي تلغي الحاجة إلى استخدام المجازة القلبية الرئوية لأنها لا تتطلب إيقاف القلب أو استخدام المحلول الشال. تعرف هذه التقنية باسم جراحة القلب النابض أيضًا.
تستخدم جراحة القلب طفيفة التوغل كبديل للجراحة التقليدية في الحالات التالية:
- جراحة فتح مجرى جانبي للشريان التاجي
- إصلاح الصمام التاجي
- تغيير صمام القلب التاجي
- استبدال الصمام الأبهري
- عيب الحاجز الأذيني
- إعادة توعية هجينة للشريان التاجي

## فوائد جراحة ترقيع الشرايين التاجية طفيفة التوغل/تقنية ماكجين
يلغي هذا النوع من الجراحة الحاجة إلى بضع القص الناصف ويخفف بشكل كبير من الأذى والألم المرتبط بجراحة الصدر المفتوح ويحسن نوعية حياة المرضى. في المستشفى، تقلل الجراحة طفيفة التوغل من الشعور بعدم الراحة بعد الجراحة وتوفر للمرضى فترة تعافي أقصر. يتنقل معظم المرضى بسهولة أكبر بعد العملية ويساهم الكثير منهم في العناية بأنفسهم بشكل أكثر فعالية. بالإضافة إلى ذلك، يقلل هذا النهج من خطر حدوث مضاعفات هامة مثل النزيف والإنتان ويلغي خطر عدم الالتحام القصي.
توفر جراحة القلب طفيفة التوغل منافعًا تجميلية؛ فهي تترك ندبات صغيرة بجانب الأضلاع بدلًا من ندبة بارزة طولها 10 بوصات في منتصف الصدر. وبالنسبة للنساء، تكون هذه الندبة غير ملحوظة تمامًا -في كثير من الحالات- لأنها تقع أسفل الثدي.
تتضمن الفوائد ما يلي:
- لا يوجد شق في عظم القص
- تقليل الألم
- انخفاض خطر الإنتان
- انخفاض خطر النزيف
- انخفاض فترة الإقامة في العناية المركزة والمستشفى
- تحسن وظيفة الرئة بعد الجراحة
- التعافي السريع/عودة الشخص لممارسة نشاطاته بشكل أسرع
- تحسين نوعية الحياة
- نتيجة جمالية أفضل